# Japan Soccer League 1986-1987
La temporada 1986-1987 de la Japan Soccer League fue el vigésimo segundo campeonato de Primera División del fútbol japonés organizado por la Japan Soccer League. El torneo se desarrolló en una rueda de todos contra todos, desde el 25 de octubre de 1986 y el 17 de mayo de 1987. 
Este Campeonato se caracterizó por una acalorada pelea en la parte superior de muchos equipos, especialmente el revivir Mitsubishi Heavy Industries , los actuales campeones Furukawa Electric (que en el transcurso de la temporada se convertirá en el primer equipo japonés en ganar el Campeonato de Clubes de Asia), el subcampeón Nippon Kokan y un renovado Yomiuri. Estos dos equipos llegaron en la última jornada, en el nivel superior en los puntos: la mejor diferencia de goles se otorgará por tercera vez, beneficiando el Yomiuri.
El campeón fue el Yomiuri Club, por tercera vez en su historia.

## Primera División
| Pos | Club                | Pts | W  | D  | L  | GF | GA | GD  | Notes |
| 1   | Yomiuri             | 29  | 11 | 7  | 4  | 35 | 18 | +17 |       |
| 2   | Nippon Kokan        | 29  | 11 | 7  | 4  | 30 | 17 | +13 |       |
| 3   | Mitsubishi Motors   | 28  | 9  | 10 | 3  | 23 | 14 | +9  |       |
| 4   | Furukawa Electric   | 26  | 10 | 6  | 6  | 26 | 17 | +9  |       |
| 5   | Nissan              | 24  | 10 | 4  | 8  | 35 | 24 | +11 |       |
| 6   | Yanmar Diesel       | 24  | 8  | 8  | 6  | 21 | 22 | -1  |       |
| 7   | Mazda               | 23  | 6  | 11 | 5  | 17 | 17 | 0   |       |
| 8   | Fujita Engineering  | 22  | 8  | 6  | 8  | 24 | 22 | +2  |       |
| 9   | Honda               | 20  | 6  | 8  | 8  | 20 | 24 | -4  |       |
| 10  | Yamaha Motors       | 17  | 3  | 11 | 8  | 11 | 22 | -11 |       |
| 11  | Matsushita Electric | 16  | 5  | 6  | 11 | 23 | 38 | -15 |       |
| 12  | Hitachi             | 6   | 1  | 4  | 17 | 13 | 43 | -30 |       |

|  |                               |
|  | Campeón.                      |
|  | Descendió a Segunda División. |

## Segunda División
El Sumitomo regresó a la máxima categoría, seguido del Toyota Motors, que había estado luchando desde su descenso en 1977 y estuvo a punto de caer fuera de la Liga. El TDK y el Kyoto Police Dept. por el contrario a las divisiones regionales; el primero no regresaría a Segunda sino hasta 2021.

### Primera Etapa

#### Este
| Pos | Club          | Pts | W  | D | L  | GF | GA | GD  |
| 1   | Toshiba       | 23  | 10 | 3 | 1  | 24 | 7  | +17 |
| 2   | Sumitomo      | 21  | 9  | 3 | 2  | 36 | 9  | +27 |
| 3   | Kofu Club     | 15  | 6  | 3 | 5  | 15 | 15 | 0   |
| 4   | Cosmo Oil     | 14  | 5  | 4 | 5  | 17 | 15 | +2  |
| 5   | ANA Yokohama  | 13  | 4  | 5 | 5  | 20 | 18 | +2  |
| 6   | Fujitsu       | 13  | 6  | 1 | 7  | 16 | 20 | -4  |
| 7   | Toho Titanium | 12  | 3  | 5 | 6  | 13 | 19 | -6  |
| 8   | TDK           | 1   | 0  | 1 | 13 | 8  | 46 | -38 |

#### Oeste
| Pos | Club                     | Pts | W | D | L  | GF | GA | GD  |
| 1   | Tanabe Pharmaceuticals   | 23  | 9 | 5 | 0  | 22 | 5  | +17 |
| 2   | Toyota Motors            | 20  | 9 | 2 | 3  | 33 | 15 | +18 |
| 3   | Osaka Gas                | 19  | 6 | 7 | 1  | 20 | 13 | +7  |
| 4   | Seino Transportation     | 16  | 7 | 2 | 5  | 14 | 12 | +2  |
| 5   | Nippon Steel             | 15  | 7 | 1 | 6  | 23 | 15 | +8  |
| 6   | Kyoto Prefectural Police | 8   | 3 | 2 | 9  | 15 | 34 | -19 |
| 7   | Kawasaki Steel           | 6   | 2 | 2 | 10 | 16 | 30 | -14 |
| 8   | NTT Kansai               | 5   | 1 | 3 | 10 | 12 | 31 | -19 |

### Segunda Etapa

#### Grupo de Ascenso
| Pos | Club                   | Pts | W | D | L | GF | GA | GD  | Notes                      |
| 1   | Sumitomo               | 22  | 9 | 4 | 1 | 20 | 4  | +16 | Ascenso a Primera División |
| 2   | Toyota Motors          | 16  | 6 | 4 | 4 | 19 | 12 | +7  | Ascenso a Primera División |
| 3   | Tanabe Pharmaceuticals | 14  | 3 | 8 | 3 | 11 | 9  | +2  |                            |
| 4   | Seino Transportation   | 14  | 4 | 6 | 4 | 9  | 11 | -2  |                            |
| 5   | Toshiba                | 13  | 4 | 5 | 5 | 12 | 11 | +1  |                            |
| 6   | Osaka Gas              | 12  | 5 | 2 | 7 | 12 | 20 | -8  |                            |
| 7   | Kofu Club              | 11  | 5 | 1 | 8 | 12 | 15 | -3  |                            |
| 8   | Cosmo Oil              | 10  | 3 | 4 | 8 | 8  | 21 | -13 |                            |

#### Grupos de Descenso

##### Este
| Pos | Club          | Pts | W | D | L | GF | GA | GD  | Notes                       |
| 1   | Fujitsu       | 24  | 5 | 1 | 0 | 37 | 26 | +11 |                             |
| 2   | ANA Yokohama  | 20  | 3 | 1 | 2 | 33 | 30 | +3  |                             |
| 3   | Toho Titanium | 16  | 2 | 2 | 2 | 21 | 29 | -8  |                             |
| 4   | TDK           | 11  | 1 | 1 | 4 | 20 | 54 | -34 | Descenso a Ligas Regionales |

##### Oeste
| Pos | Club                     | Pts | W | D | L | GF | GA | GD  | Notes                       |
| 1   | Nippon Steel             | 23  | 4 | 0 | 2 | 37 | 22 | +15 |                             |
| 2   | Kawasaki Steel           | 13  | 3 | 1 | 2 | 29 | 39 | -10 |                             |
| 3   | NTT Kansai               | 11  | 3 | 0 | 3 | 25 | 40 | -15 |                             |
| 4   | Kyoto Prefectural Police | 11  | 1 | 1 | 4 | 20 | 54 | -34 | Descenso a Ligas Regionales |

##### Desempate de posiciones
| Pos    | East          | Score      | West                     |
| 9・10  | Fujitsu       | 3-3(PK4-2) | Nippon Steel             |
| 11・12 | ANA Yokohama  | 4-2        | Kawasaki Steel           |
| 13・14 | Toho Titanium | 3-0        | NTT Kansai               |
| 15・16 | TDK           | 5-0        | Kyoto Prefectural Police |